# Zweden op het wereldkampioenschap voetbal 2018
Zweden is een van de deelnemende landen aan het wereldkampioenschap voetbal 2018 in Rusland. Het is de twaalfde deelname voor het land. Zweden bereikte de kwartfinale, waar het uitgeschakeld werd door Engeland.

## Kwalificatie

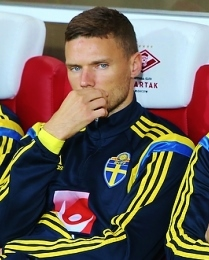
Marcus Berg scoorde acht keer in de kwalificatiecampagne.

Zweden begon de kwalificatiecampagne op 6 september 2016 met een gelijkspel tegen Nederland. Nadien had het team van bondscoach Janne Andersson het moeilijk om het verschil te maken tegen het bescheiden Luxemburg. Het werd uiteindelijk 0–1 voor Zweden via een goal van verdediger Mikael Lustig. Op de derde speeldag won Zweden thuis met 3–0 van Bulgarije. Omdat Nederland diezelfde avond verloor van Frankrijk kwam Zweden samen met de Fransen aan de leiding in de groep. Een speeldag later verloor Zweden zelf met 2–1 van Frankrijk, waardoor het naar de tweede plaats terugzakte.
Door een klinkende zege tegen Wit-Rusland (4–0) op de vijfde speeldag bleef Zweden in het spoor van leider Frankrijk. Op 9 juni 2017 kwamen beide teams opnieuw samen aan de leiding doordat Zweden voor eigen supporters met 2–1 wist te winnen van Frankrijk. Het belangrijke duel leek lange tijd op 1–1 te gaan eindigen, maar door een blunder van doelman Hugo Lloris in de extra tijd kon Ola Toivonen zijn land alsnog drie punten schenken.
Een speeldag later kwam Frankrijk opnieuw alleen aan de leiding. Zweden verloor met 3–2 van Bulgarije, waardoor de Fransen opnieuw drie punten uitliepen. Door een verrassend gelijkspel van Frankrijk tegen Luxemburg kon Zweden de achterstand nog verkleinen tot een punt, maar de leidersplaats van Frankrijk kwam niet meer in gevaar. Op de slotspeeldag verloor Zweden nog met 2–0 van Nederland, dat daardoor met evenveel punten eindigde als de Scandinaviërs. Doordat het team van bondscoach Andersson over een beter doelpuntensaldo beschikte, mocht het ten koste van Nederland naar de play-offs.
In die play-offs moest Zweden het in november 2017 opnemen tegen Italië. De Zweden wonnen de heenwedstrijd met 1–0 na een afgeweken afstandsschot van Jakob Johansson. Drie dagen later eindigde de terugwedstrijd in Milaan in een scoreloos gelijkspel, waardoor Zweden naar het WK mocht.

### Kwalificatieduels
|                                                   |          |       |              |                                                                                   |
| 6 september 2016 «onderlinge duels» 20:45 (UTC+2) | Zweden   | 1 − 1 | Nederland    | Friends Arena, Solna Toeschouwers: 36.128 Scheidsrechter: Daniele Orsato (Italië) |
| 6 september 2016 «onderlinge duels» 20:45 (UTC+2) | Berg 43' |       | 67' Sneijder | Friends Arena, Solna Toeschouwers: 36.128 Scheidsrechter: Daniele Orsato (Italië) |

|                                                 |           |            |        |                                                                                        |
| 7 oktober 2016 «onderlinge duels» 20:45 (UTC+2) | Luxemburg | 0 − 1      | Zweden | Stade Josy Barthel, Luxemburg Toeschouwers: 5.057 Scheidsrechter: Ivan Bebek (Kroatië) |
| 7 oktober 2016 «onderlinge duels» 20:45 (UTC+2) |           | 58' Lustig |        | Stade Josy Barthel, Luxemburg Toeschouwers: 5.057 Scheidsrechter: Ivan Bebek (Kroatië) |

|                                                  |                                           |       |           |                                                                                     |
| 10 oktober 2016 «onderlinge duels» 20:45 (UTC+2) | Zweden                                    | 3 − 0 | Bulgarije | Friends Arena, Solna Toeschouwers: 21.777 Scheidsrechter: Michael Oliver (Engeland) |
| 10 oktober 2016 «onderlinge duels» 20:45 (UTC+2) | Toivonen 40' Hiljemark 45+1' Lindelöf 59' |       |           | Friends Arena, Solna Toeschouwers: 21.777 Scheidsrechter: Michael Oliver (Engeland) |

|                                                   |                     |       |              |                                                                                          |
| 11 november 2016 «onderlinge duels» 20:45 (UTC+1) | Frankrijk           | 2 − 1 | Zweden       | Stade de France, Saint-Denis Toeschouwers: 80.000 Scheidsrechter: Milorad Mažić (Servië) |
| 11 november 2016 «onderlinge duels» 20:45 (UTC+1) | Pogba 59' Payet 66' |       | 55' Forsberg | Stade de France, Saint-Denis Toeschouwers: 80.000 Scheidsrechter: Milorad Mažić (Servië) |

|                                                |                                              |       |             |                                                                                       |
| 25 maart 2017 «onderlinge duels» 18:00 (UTC+1) | Zweden                                       | 4 − 0 | Wit-Rusland | Friends Arena, Solna Toeschouwers: 31.243 Scheidsrechter: Harald Lechner (Oostenrijk) |
| 25 maart 2017 «onderlinge duels» 18:00 (UTC+1) | Forsberg 19' (pen.), 49' Berg 57' Thelin 78' |       |             | Friends Arena, Solna Toeschouwers: 31.243 Scheidsrechter: Harald Lechner (Oostenrijk) |

|                                              |                           |       |            |                                                                                      |
| 9 juni 2017 «onderlinge duels» 20:45 (UTC+2) | Zweden                    | 2 − 1 | Frankrijk  | Friends Arena, Solna Toeschouwers: 48.783 Scheidsrechter: Martin Atkinson (Engeland) |
| 9 juni 2017 «onderlinge duels» 20:45 (UTC+2) | Durmaz 44' Toivonen 90+3' |       | 38' Giroud | Friends Arena, Solna Toeschouwers: 48.783 Scheidsrechter: Martin Atkinson (Engeland) |

|                                                   |                                        |       |                     | |
| 31 augustus 2017 «onderlinge duels» 20:45 (UTC+2) | Bulgarije                              | 3 − 2 | Zweden              | Vasil Levski Nationaal Stadion, Sofia Toeschouwers: 9.500 Scheidsrechter: Paolo Tagliavento (Italië) |
| 31 augustus 2017 «onderlinge duels» 20:45 (UTC+2) | Manolev 12' Kostadinov 33' Chochev 79' |       | 29' Lustig 44' Berg | Vasil Levski Nationaal Stadion, Sofia Toeschouwers: 9.500 Scheidsrechter: Paolo Tagliavento (Italië) |

|                                                   |             |                                                      |        |                                                                                       |
| 3 september 2017 «onderlinge duels» 18:00 (UTC+2) | Wit-Rusland | 0 − 4                                                | Zweden | Borisov Arena, Borisov Toeschouwers: 6.431 Scheidsrechter: Tobias Stieler (Duitsland) |
| 3 september 2017 «onderlinge duels» 18:00 (UTC+2) |             | 19' Forsberg 25' Nyman 38' Berg 85' (pen.) Granqvist |        | Borisov Arena, Borisov Toeschouwers: 6.431 Scheidsrechter: Tobias Stieler (Duitsland) |

|                                                 |                                                                                  |       |           |                                                                                   |
| 7 oktober 2017 «onderlinge duels» 18:00 (UTC+2) | Zweden                                                                           | 8 − 0 | Luxemburg | Friends Arena, Solna Toeschouwers: 50.022 Scheidsrechter: Hüseyin Göçek (Turkije) |
| 7 oktober 2017 «onderlinge duels» 18:00 (UTC+2) | Granqvist 11' (pen.), 68' (pen.) Berg 19', 38', 55', 72' Lustig 61' Toivonen 77' |       |           | Friends Arena, Solna Toeschouwers: 50.022 Scheidsrechter: Hüseyin Göçek (Turkije) |

|                                                  |                        |       |        |                                                                                           |
| 10 oktober 2017 «onderlinge duels» 20:45 (UTC+2) | Nederland              | 2 − 0 | Zweden | Amsterdam ArenA, Amsterdam Toeschouwers: 41.244 Scheidsrechter: Sergej Karasjov (Rusland) |
| 10 oktober 2017 «onderlinge duels» 20:45 (UTC+2) | Robben 16' (pen.), 40' |       |        | Amsterdam ArenA, Amsterdam Toeschouwers: 41.244 Scheidsrechter: Sergej Karasjov (Rusland) |

### Eindstand groep A
| Pos. | Land        | GW | W | G | V | DV | DT | DS  | Ptn |
| ---- | ----------- | -- | - | - | - | -- | -- | --- | --- |
| 1    | Frankrijk   | 10 | 7 | 2 | 1 | 18 | 6  | +12 | 23  |
| 2    | Zweden      | 10 | 6 | 1 | 3 | 26 | 9  | +17 | 19  |
| 3    | Nederland   | 10 | 6 | 1 | 3 | 21 | 12 | +9  | 19  |
| 4    | Bulgarije   | 10 | 4 | 1 | 5 | 14 | 19 | –5  | 13  |
| 5    | Luxemburg   | 10 | 1 | 3 | 6 | 8  | 26 | –18 | 6   |
| 6    | Wit-Rusland | 10 | 1 | 2 | 7 | 6  | 21 | –15 | 5   |

### Play-offs
|                                                   |               |       |        |                                                                                  |
| 10 november 2017 «onderlinge duels» 20:45 (UTC+1) | Zweden        | 1 − 0 | Italië | Friends Arena, Solna Toeschouwers: 49.193 Scheidsrechter: Cüneyt Çakır (Turkije) |
| 10 november 2017 «onderlinge duels» 20:45 (UTC+1) | Johansson 61' |       |        | Friends Arena, Solna Toeschouwers: 49.193 Scheidsrechter: Cüneyt Çakır (Turkije) |

|                                                   |        |       |        |                                                                                                  |
| 13 november 2017 «onderlinge duels» 20:45 (UTC+1) | Italië | 0 − 0 | Zweden | Stadio Giuseppe Meazza, Milaan Toeschouwers: 72.696 Scheidsrechter: Antonio Mateu Lahoz (Spanje) |
| 13 november 2017 «onderlinge duels» 20:45 (UTC+1) |        |       |        | Stadio Giuseppe Meazza, Milaan Toeschouwers: 72.696 Scheidsrechter: Antonio Mateu Lahoz (Spanje) |

## WK-voorbereiding

### Wedstrijden
|                                                 |              |       |           |                                                                                |
| 7 januari 2018 «onderlinge duels» 21:15 (UTC+4) | Zweden       | 1 – 1 | Estland   | Sjeik Zayidstadion, Abu Dhabi (V.A.E.) Scheidsrechter: Antti Munukka (Finland) |
| 7 januari 2018 «onderlinge duels» 21:15 (UTC+4) | Holmberg 80' |       | 58' Anier | Sjeik Zayidstadion, Abu Dhabi (V.A.E.) Scheidsrechter: Antti Munukka (Finland) |

|                                                  |                  |       |            |                                                                                |
| 11 januari 2018 «onderlinge duels» 20:45 (UTC+4) | Zweden           | 1 – 0 | Denemarken | Sjeik Zayidstadion, Abu Dhabi (V.A.E.) Scheidsrechter: Antti Munukka (Finland) |
| 11 januari 2018 «onderlinge duels» 20:45 (UTC+4) | G. Nilsson 90+3' |       |            | Sjeik Zayidstadion, Abu Dhabi (V.A.E.) Scheidsrechter: Antti Munukka (Finland) |

|                                                |              |       |                       |                                                                                     |
| 24 maart 2018 «onderlinge duels» 18:00 (UTC+1) | Zweden       | 1 – 2 | Chili                 | Friends Arena, Solna Toeschouwers: 48.134 Scheidsrechter: Anthony Taylor (Engeland) |
| 24 maart 2018 «onderlinge duels» 18:00 (UTC+1) | Toivonen 23' |       | 22' Vidal 90' Bolados | Friends Arena, Solna Toeschouwers: 48.134 Scheidsrechter: Anthony Taylor (Engeland) |

|                                                |             |       |        |                                                                         |
| 27 maart 2018 «onderlinge duels» 20:30 (UTC+2) | Roemenië    | 1 – 0 | Zweden | Ion Oblemencostadion, Craiova Scheidsrechter: Roi Reinshreiber (Israël) |
| 27 maart 2018 «onderlinge duels» 20:30 (UTC+2) | Rotariu 57' |       |        | Ion Oblemencostadion, Craiova Scheidsrechter: Roi Reinshreiber (Israël) |

|                                              |        |       |            |                                                                                      |
| 2 juni 2018 «onderlinge duels» 19:45 (UTC+2) | Zweden | 0 – 0 | Denemarken | Friends Arena, Solna Toeschouwers: 41.558 Scheidsrechter: Tobias Stieler (Duitsland) |
| 2 juni 2018 «onderlinge duels» 19:45 (UTC+2) |        |       |            | Friends Arena, Solna Toeschouwers: 41.558 Scheidsrechter: Tobias Stieler (Duitsland) |

|                                              |        |       |      |                                                                                     |
| 9 juni 2018 «onderlinge duels» 20:15 (UTC+2) | Zweden | 0 – 0 | Peru | Ullevi, Göteborg Toeschouwers: 32.163 Scheidsrechter: Svein Oddvar Moen (Noorwegen) |
| 9 juni 2018 «onderlinge duels» 20:15 (UTC+2) |        |       |      | Ullevi, Göteborg Toeschouwers: 32.163 Scheidsrechter: Svein Oddvar Moen (Noorwegen) |

## Het wereldkampioenschap
Op 1 december 2017 werd er geloot voor de groepsfase van het Wereldkampioenschap voetbal 2018. Zweden werd samen met Duitsland, Mexico en Zuid-Korea ondergebracht in groep F, en kreeg daardoor Sotsji, Jekaterinenburg en Nizjni Novgorod als speelsteden.

### Selectie en statistieken
| Nr. | Naam                 | Geboortedatum | GW |   |   |   |   |   |   | Club                       | Positie(s) |
| --- | -------------------- | ------------- | -- | - | - | - | - | - | - | -------------------------- | ---------- |
| 1   | Robin Olsen          | 08-01-1990    | 3  | 0 | 0 | 0 | 0 | 0 | 0 | FC Kopenhagen              | GK         |
| 2   | Mikael Lustig        | 13-12-1986    | 3  | 0 | 1 | 0 | 0 | 0 | 0 | Celtic FC                  | CB, RB     |
| 3   | Victor Lindelöf      | 17-07-1994    | 2  | 0 | 0 | 0 | 0 | 0 | 0 | Manchester United          | CB, RB, DM |
| 4   | Andreas Granqvist    | 16-04-1985    | 3  | 2 | 0 | 0 | 0 | 0 | 0 | FK Krasnodar               | CB         |
| 5   | Martin Olsson        | 17-05-1988    | 0  | 0 | 0 | 0 | 0 | 0 | 0 | Swansea City               | LB         |
| 6   | Ludwig Augustinsson  | 21-04-1994    | 3  | 1 | 0 | 0 | 0 | 0 | 0 | Werder Bremen              | LB         |
| 7   | Sebastian Larsson    | 06-06-1985    | 3  | 0 | 2 | 0 | 0 | 0 | 2 | Hull City                  | CM, AM, RM |
| 8   | Albin Ekdal          | 28-07-1989    | 3  | 0 | 1 | 0 | 0 | 0 | 2 | Hamburger SV               | CM, AM     |
| 9   | Marcus Berg          | 17-08-1986    | 3  | 0 | 0 | 0 | 0 | 0 | 2 | Al Ain FC                  | CF         |
| 10  | Emil Forsberg        | 23-10-1991    | 3  | 0 | 0 | 0 | 0 | 0 | 0 | RB Leipzig                 | LW, RW     |
| 11  | John Guidetti        | 15-04-1992    | 1  | 0 | 0 | 0 | 0 | 1 | 0 | Deportivo Alavés           | CF, LW     |
| 12  | Karl-Johan Johnsson  | 28-01-1990    | 0  | 0 | 0 | 0 | 0 | 0 | 0 | EA Guingamp                | GK         |
| 13  | Gustav Svensson      | 07-02-1987    | 2  | 0 | 0 | 0 | 0 | 2 | 0 | Seattle Sounders           | DM         |
| 14  | Filip Helander       | 22-04-1993    | 0  | 0 | 0 | 0 | 0 | 0 | 0 | Bologna FC 1909            | CB         |
| 15  | Oscar Hiljemark      | 28-06-1992    | 2  | 0 | 0 | 0 | 0 | 2 | 0 | Genoa CFC                  | CM, DM, AM |
| 16  | Emil Krafth          | 02-08-1994    | 0  | 0 | 0 | 0 | 0 | 0 | 0 | Bologna FC 1909            | RB         |
| 17  | Viktor Claesson      | 02-01-1992    | 3  | 0 | 1 | 0 | 0 | 0 | 1 | FK Krasnodar               | CM, LW     |
| 18  | Pontus Jansson       | 13-02-1991    | 1  | 0 | 0 | 0 | 0 | 0 | 0 | Leeds United               | CB         |
| 19  | Marcus Rohdén        | 11-05-1991    | 0  | 0 | 0 | 0 | 0 | 0 | 0 | FC Crotone                 | CM         |
| 20  | Ola Toivonen         | 03-07-1986    | 3  | 1 | 0 | 0 | 0 | 0 | 2 | Toulouse FC                | AM, CF     |
| 21  | Jimmy Durmaz         | 22-03-1989    | 1  | 0 | 0 | 0 | 0 | 1 | 0 | Toulouse FC                | LW, RW     |
| 22  | Isaac Thelin         | 24-06-1992    | 3  | 0 | 0 | 0 | 0 | 3 | 0 | KVRS Waasland - SK Beveren | CF         |
| 23  | Kristoffer Nordfeldt | 23-06-1989    | 0  | 0 | 0 | 0 | 0 | 0 | 0 | Swansea City               | GK         |

### Wedstrijden

#### Groepsfase
| Nr. | Land       | GW | W | G | V | DV | DT | DS | Ptn |
| --- | ---------- | -- | - | - | - | -- | -- | -- | --- |
| 1   | Zweden     | 3  | 2 | 0 | 1 | 5  | 2  | +3 | 6   |
| 2   | Mexico     | 3  | 2 | 0 | 1 | 3  | 4  | −1 | 6   |
| 3   | Zuid-Korea | 3  | 1 | 0 | 2 | 3  | 3  | 0  | 3   |
| 4   | Duitsland  | 3  | 1 | 0 | 2 | 2  | 4  | −2 | 3   |

|                                               |                      |       |            |                                                                                   |
| 18 juni 2018 «onderlinge duels» 15:00 (UTC+3) | Zweden               | 1 – 0 | Zuid-Korea | Strelkastadion, Nizjni Novgorod Toeschouwers: 42.300 Scheidsrechter: Joel Aguilar |
| 18 juni 2018 «onderlinge duels» 15:00 (UTC+3) | Granqvist 65' (pen.) |       |            | Strelkastadion, Nizjni Novgorod Toeschouwers: 42.300 Scheidsrechter: Joel Aguilar |

|                                               |                                       |       |              |                                                                                       |
| 23 juni 2018 «onderlinge duels» 18:00 (UTC+3) | Duitsland                             | 2 – 1 | Zweden       | Olympisch Stadion Fisjt, Sotsji Toeschouwers: 44.287 Scheidsrechter: Szymon Marciniak |
| 23 juni 2018 «onderlinge duels» 18:00 (UTC+3) | Reus 48' Boateng 71', 82' Kroos 90+5' |       | 32' Toivonen | Olympisch Stadion Fisjt, Sotsji Toeschouwers: 44.287 Scheidsrechter: Szymon Marciniak |

|                                               |        |                                                          |        |                                                                                      |
| 27 juni 2018 «onderlinge duels» 19:00 (UTC+5) | Mexico | 0 – 3                                                    | Zweden | Centraal Stadion, Jekaterinenburg Toeschouwers: 33.061 Scheidsrechter: Néstor Pitana |
| 27 juni 2018 «onderlinge duels» 19:00 (UTC+5) |        | 50' Augustinsson 62' (pen.) Granqvist 74' (e.d.) Álvarez |        | Centraal Stadion, Jekaterinenburg Toeschouwers: 33.061 Scheidsrechter: Néstor Pitana |

#### Achtste finale
|                                              |              |       |             |                                                                                         |
| 3 juli 2018 «onderlinge duels» 17:00 (UTC+3) | Zweden       | 1 – 0 | Zwitserland | Nieuwe Zenitstadion, Sint-Petersburg Toeschouwers: 64.042 Scheidsrechter: Damir Skomina |
| 3 juli 2018 «onderlinge duels» 17:00 (UTC+3) | Forsberg 66' |       | 90+4' Lang  | Nieuwe Zenitstadion, Sint-Petersburg Toeschouwers: 64.042 Scheidsrechter: Damir Skomina |

#### Kwartfinale
|                                              |        |                      |          |                                                                         |
| 7 juli 2018 «onderlinge duels» 18:00 (UTC+4) | Zweden | 0 – 2                | Engeland | Cosmos Arena, Samara Toeschouwers: 39.991 Scheidsrechter: Björn Kuipers |
| 7 juli 2018 «onderlinge duels» 18:00 (UTC+4) |        | 39' Maguire 59' Alli |          | Cosmos Arena, Samara Toeschouwers: 39.991 Scheidsrechter: Björn Kuipers |

SvFF · A-internationals · Selecties · Bondscoaches · Zweeds vrouwenelftal · Olympisch elftal · Zweden U21 · Zweden U20 · Zweden U19 · Zweden U18 · Zweden U17 · Zweden U16 · Vrouwen U17
1908 – 1919 ·
1920 – 1929 ·
1930 – 1939 ·
1940 – 1949 ·
1950 – 1959 ·
1960 – 1969 ·
1970 – 1979 ·
1980 – 1989 ·
1990 – 1999 ·
2000 – 2009 ·
2010 – 2019 ·
2020 − 2029
EK 1960 · 
EK 1964 · 
EK 1968 · 
EK 1972 · 
EK 1976 · 
EK 1980 · 
EK 1984 · 
EK 1988 · 
EK 1992 ·
EK 1996 · 
EK 2000 ·
EK 2004 ·
EK 2008 ·
EK 2012 · 
EK 2016 · 
EK 2020
WK 1930 · 
WK 1934 ·
WK 1938 ·
WK 1950 ·
WK 1954 · 
WK 1958 ·
WK 1962 · 
WK 1966 · 
WK 1970 ·
WK 1974 ·
WK 1978 ·
WK 1982 · 
WK 1986 · 
WK 1990 ·
WK 1994 ·
WK 1998 · 
WK 2002 ·
WK 2006 ·
WK 2010 · 
WK 2014 · 
WK 2018
OS 1908 · 
OS 1912 · 
OS 1920 · 
OS 1924 · 
OS 1928 · 
OS 1932 · 
OS 1936 · 
OS 1948 · 
OS 1952 · 
OS 1956 · 
OS 1964 · 
OS 1968 · 
OS 1972 · 
OS 1976 · 
OS 1980 · 
OS 1984 · 
OS 1988 · 
OS 1992 · 
OS 1996 · 
OS 2000 · 
OS 2004 · 
OS 2008 · 
OS 2012 · 
OS 2016
1908 · 
1909 · 
1910 · 
1911 · 
1912 · 
1913 · 
1914 · 
1915 · 
1916 · 
1917 · 
1918 · 
1919 · 
1920 · 
1921 · 
1922 · 
1923 · 
1924 · 
1925 · 
1926 · 
1927 · 
1928 · 
1929 · 
1930 · 
1931 · 
1932 · 
1933 · 
1934 · 
1935 · 
1936 · 
1937 · 
1938 · 
1939 · 
1940 ·
1941 ·
1942 ·
1943 ·
1944  ·
1945 · 
1946 · 
1947 · 
1948 · 
1949 · 
1950 · 
1952 · 
1952 · 
1953 · 
1954 · 
1955 · 
1956 · 
1957 · 
1958 · 
1959 ·
1960 · 
1961 · 
1962 · 
1963 · 
1964 · 
1965 · 
1966 · 
1967 · 
1968 · 
1969 ·
1970 · 
1971 · 
1972 · 
1973 · 
1974 · 
1975 · 
1976 · 
1977 · 
1978 · 
1979 ·
1980 · 
1981 · 
1982 · 
1983 · 
1984 · 
1985 · 
1986 · 
1987 · 
1988 · 
1989 · 
1990 · 
1991 · 
1992 · 
1993 · 
1994 · 
1995 · 
1996 · 
1997 · 
1998 · 
1999 · 
2000 · 
2001 · 
2002 · 
2003 · 
2004 · 
2005 · 
2006 · 
2007 · 
2008 · 
2009 · 
2010 · 
2011 · 
2012 · 
2013 · 
2014 · 
2015 · 
2016 · 
2017 · 
2018 ·
2019 ·
2020 ·
2021
Albanië ·
Algerije ·
Argentinië ·
Armenië ·
Australië ·
Azerbeidzjan ·
Bahrein ·
Barbados ·
België ·
Bosnië en Herzegovina ·
Botswana ·
Brazilië ·
Bulgarije ·
Chili ·
China ·
Colombia ·
Costa Rica ·
Cuba ·
Cyprus ·
DDR ·
Denemarken ·
Duitsland ·
Ecuador ·
Egypte ·
Engeland ·
Estland ·
Faeröer ·
Finland ·
Frankrijk ·
Georgië ·
Griekenland ·
Hongarije ·
Ierland ·
IJsland ·
Iran ·
Israël ·
Italië ·
Ivoorkust ·
Jamaica ·
Japan ·
Joegoslavië ·
Jordanië ·
Kameroen ·
Kazachstan ·
Kosovo ·
Kroatië ·
Letland ·
Liechtenstein ·
Litouwen ·
Luxemburg ·
Maleisië ·
Malta ·
Mexico ·
Moldavië ·
Montenegro ·
Nederland ·
Nieuw-Zeeland ·
Nigeria ·
Noord-Ierland ·
Noord-Korea ·
Noord-Macedonië ·
Noorwegen ·
Oekraïne ·
Oezbekistan ·
Oman ·
Oostenrijk ·
Paraguay ·
Peru ·
Polen ·
Portugal ·
Qatar ·
Roemenië ·
Rusland ·
San Marino ·
Saoedi-Arabië ·
Schotland ·
Senegal ·
Servië ·
Singapore ·
Slovenië ·
Slowakije ·
Sovjet-Unie ·
Spanje ·
Syrië ·
Thailand ·
Trinidad en Tobago ·
Tsjechië ·
Tsjecho-Slowakije ·
Tunesië ·
Turkije ·
Uruguay ·
Venezuela ·
Verenigde Arabische Emiraten ·
Verenigde Staten ·
Verenigd Koninkrijk ·
Wales ·
Wit-Rusland ·
Zuid-Afrika ·
Zuid-Korea ·
Zwitserland
Brazilië (1958) ·
Duitsland (2006) ·
Duitsland (2018) ·
Engeland (2006) ·
Engeland (2012) ·
Engeland (2018) ·
Frankrijk (2012) ·
Griekenland (2008) ·
Ierland (2016) ·
Italië (2016) ·
Mexico (2018) ·
Oekraïne (2012) ·
Oekraïne (2021) ·
Paraguay (2006) ·
Polen (2021) ·
Rusland (2008) ·
Slowakije (2021) ·
Spanje (2008) ·
Spanje (2021) ·
Trinidad en Tobago (2006) ·
Zuid-Korea (2018) ·
Zwitserland (2018)